# 1924 w filmie
Wydarzenia filmowe w 1924 roku.

## Wydarzenia
- 10 stycznia – Harry Cohn, Jack Cohn i Joe Brandt przemianowali swoje towarzystwo filmowe CBC Sales Corporation (założone w 1920) na Columbia Pictures.
- 17 maja – z połączenia Metro Pictures Corporation, Goldwyn Pictures Corporation i niezależnego producenta, Louisa B. Mayera powstało Metro-Goldwyn-Mayer.

## Premiery

### Filmy polskie
- 26 lutego – Ślubowanie
- 23 kwietnia – Miłość przez ogień i krew
- 15 maja – Skrzydlaty zwycięzca
- 12 lipca – Miodowe miesiące z przeszkodami
- 21 października – O czym się nie mówi
- 26 listopada – Śmierć za życie. Symfonia ludzkości – reż. Jan Kucharski
- 24 grudnia – Odrodzona Polska
- 27 grudnia – Kiedy kobieta zdradza męża
- Atakualpa
- Trucizna bolszewizmu

### Filmy zagraniczne
- Ach te dziewczęta (Girl Shy), (Harold Lloyd)
- Aelita reż. Jakow Protazanow, radziecki fantastyczny film propagandowy
- Ameryka (America) reż. D.W. Griffith
- Piękny Brummell (Beau Brummell) reż. Harry Beaumont
- Chciwość (Greed) reż. Erich von Stroheim (Zasu Pitts i Gibson Gowland)
- Karuzela małżeńska (The Marriage Circle) reż. Ernst Lubitsch
- Morski jastrząb (The Sea Hawk), (Milton Sills)
- Piotruś Pan (Peter Pan), (Betty Bronson)
- Ten, którego biją po twarzy (He Who Gets Slapped, (Lon Chaney)
- Zakazany raj (Forbidden Paradise) reż. Ernst Lubitsch (Pola Negri)
- Złodziej z Bagdadu (The Thief of Bagdad) reż. Raoul Walsh (Douglas Fairbanks)
- Żelazny koń (The Iron Horse), reż. John Ford
- Życie nie jest cudowne (Isn't Life Wonderful) reż. D.W. Griffith

## Urodzili się
- 1 stycznia – Albert Narkiewicz, aktor (zm. 2003)
- 16 stycznia – Katy Jurado, meksykańska aktorka (zm. 2002)
- 21 stycznia – Benny Hill, angielski aktor i komik (zm. 1992)
- 19 lutego – Lee Marvin, amerykański aktor (zm. 1987)
- 3 kwietnia – Marlon Brando, amerykański aktor (zm. 2004)
- 16 kwietnia – Henry Mancini, amerykański kompozytor i aranżer, autor muzyki filmowej (zm. 1994)
- 20 kwietnia – Nina Foch, amerykańska aktorka (zm. 2008)
- 22 maja – Charles Aznavour, francuski aktor i piosenkarz (zm. 2018)
- 25 czerwca:
  - Sidney Lumet, amerykański reżyser i scenarzysta (zm. 2011)
  - Henryk Hunko, polski aktor (zm. 1985)
- 29 czerwca – Gustaw Lutkiewicz, polski aktor (zm. 2017)
- 4 lipca – Eva Marie Saint, amerykańska aktorka
- 20 lipca – Lola Albright,  aktorka (zm. 2017)
- 21 lipca – Don Knotts, aktor (zm. 2006)
- 28 sierpnia – Peggy Ryan, amerykańska aktorka (zm. 2004)
- 9 września – Sylvia Miles, amerykańska aktorka (zm. 2019)
- 21 września - Gail Russell, amerykańska aktorka filmowa i telewizyjna (zm. 1961)
- 16 września – Lauren Bacall, amerykańska aktorka (zm. 2014)
- 28 września – Marcello Mastroianni, włoski aktor (zm. 1996)
- 30 września – Lucjan Dembiński, polski reżyser, scenarzysta i aktor-lalkarz (zm. 1998)
- 13 października – Nipsey Russell, aktor komediowy
- 11 listopada – Andrzej Łapicki, polski aktor (zm. 2012)
- 12 listopada – Kazimierz Witkiewicz, polski aktor (zm. 2018)
- 22 listopada – Geraldine Page, amerykańska aktorka (zm. 1987)
- 29 listopada – Liza Vorfi, albańska aktorka (zm. 2011)
- 4 grudnia – Zdzisław Kozień, polski aktor (zm. 1998)
- 21 grudnia – Mieczysław Jahoda, polski operator filmowy i reżyser (zm. 2009)
- 25 grudnia – Rod Serling, amerykański scenarzysta (zm. 1975)